# Zabulon
Zébulon (en hébreu : זבולון) est un personnage du récit de la Genèse, dixième fils du patriarche Jacob et sixième fils de Léa, sa première épouse. 
Le sens suggéré dans la Genèse est « attacher, lier » (Jacob à Léa), mais la racine z.b.l désigne aussi le prince dans des langues sémitiques anciennes comme l'ougaritique mais est aussi dans le livre infernal fils du diable démon supérieur z.b.l désigne un enfant turbulent. 

## Récit biblique

### Ancêtres de Zébulon
Zébulon est né à Harran. Dans la Torah et la Bible, Terah, le père d'Abraham, s'installe à Harran après avoir quitté Ur avec sa famille, et y meurt. Son arrière-petit-fils Laban, frère de Rébecca et beau-père de Jacob, y habite. Jacob lui-même séjourne chez Laban pendant vingt ans, pendant lesquels il devient père de ses onze premiers fils, dont Zébulon, et d'une fille. Ce sont les ancêtres des futures douze tribus d'Israël.

### Zébulon et son demi-frère Joseph
Un jour Jacob envoie son fils Joseph rejoindre ses frères qui font paître son petit bétail. Les frères de Joseph complotent pour le tuer  et Siméon et Gad s'apprêtent à le tuer. Joseph se met alors derrière Zébulon et les supplie de ne pas le tuer. Ruben intervient et leur dit de ne pas le tuer mais de le jeter dans un puits, son intention étant de l'en retirer plus tard. Finalement Joseph est dévêtu de sa tunique et jeté dans un puits sans eau où il reste affamé pendant trois jours et trois nuits. Juda surveille le puits asséché pendant deux jours et deux nuits craignant que Siméon et Gad ne tuent Joseph. Zébulon est ensuite chargé de surveiller ce puits jusqu'à la vente de Joseph.
Juda propose de vendre Joseph à une caravane d'Ismaélites se rendant en Égypte. Des Madianites retirent Joseph du puits sans eau et il est vendu pour vingt pièces d'argent. Avant d'être vendu, Joseph est revêtu d'un vieux vêtement d'esclave. En réalité, Gad et Juda le vendent pour trente pièces d'or, en cachent dix et en montrent vingt à leurs frères. Siméon, Gad et six de leurs frères achètent des sandales. Ruben, parti chercher du nécessaire stocké à Dotham, n'est pas au courant de cette transaction et retourne au puits sans eau mais ne retrouve pas Joseph.
La tunique de Joseph est trempée dans le sang d'un bouc égorgé par Dan et portée à leur père Jacob par Nephtali. Jacob pense que son fils Joseph est mort dévoré par une bête sauvage et se montre inconsolable.

### Zébulon en Égypte
À la suite d'une famine les fils de Jacob, dont Zébulon et sauf Benjamin, font un premier voyage pour acheter du blé en Égypte et sont mis en prison pendant trois jours. Ils sont libérés mais Joseph retient prisonnier Siméon et leur donne finalement du blé à emporter. Joseph exige qu'ils fassent venir à lui Benjamin pour libérer Siméon.
La famine continuant les fils de Jacob, dont Zébulon et Benjamin le plus jeune fils, font un deuxième voyage pour acheter du blé en Égypte. Siméon est libéré puis Joseph se fait reconnaître à ses frères qui retournent en Canaan avec de nombreux présents et apprennent à Jacob que Joseph est toujours vivant.
Jacob et toute sa descendance, dont Zébulon, s'installe en Égypte. Le rêve de Zébulon et de Mérushah est d'avoir beaucoup d'enfants, ils auront trois fils Séred, Élôn et Yahléel et une fille Kanita qui partent avec leur père et leur grand-père Jacob pour s'installer en Égypte au pays de Goshen dans le delta du Nil.

### Zébulon à Canaan
Dans son testament, Zébulon parle de sa jeunesse à la pêche et à naviguer en méditerranée : « Lorsque j’étais en Canaan, j’ai pris du poisson pour Jacob, mon père ; et quand beaucoup se sont noyés dans la mer, je suis resté sain et sauf. Je fis le premier bateau pour naviguer sur la mer, car l’Eternel me donna de l’intelligence et de la sagesse pour cela ; je plaçai un gouvernail derrière le bateau ; je naviguai avec le bateau le long des côtes, et je pêchai pour la maison de mon père jusqu’à ce que nous entrions en Egypte ».
La baie d’Acre-Haïfa est la place rêvée à l’embouchure de la rivière Kishon : « Zébulon doit résider en bordure de la mer, avait décidé son père, et il doit rester proche d’un port où les bateaux soient en sécurité, et ses voyages pourront aller jusqu’à Sidon. ». Selon la légende, à défaut d'avoir des textes bibliques précis, Zébulon participe de l'épopée cananéenne au Bronze ancien en commerçant de l'Égypte à l'Anatolie à partie de la baie de Haïfa.

### Zébulon et ses descendants
Zébulon et Mérushah ont au moins quatre enfants. Les trois garçons sont Séred, Elôn, et Jahleel et la fille s'appelle Kanita. 
Zébulon a pour descendant le juge Élôn, issu du second garçon, dont le nom signifie fort comme un grand chêne, qui génère le clan des Elonites. Leur fils aîné Séred, dont le nom signifie crainte, délivrance, car l'accouchement avait été difficile, est l'ancêtre du clan des Sérédites, appelés aussi Sardites ou Cardiy. Leur fils Jahleel,,dont le nom signifie attribué par Dieu, est l'initiateur du clan des Yabélites ou Jahleélites. (Nombres 26:26)
Leur fille Kanita épouse Esron, fils de Pérets (en hébreu פָּרֶץ / Péreṣ) qui est l'un des fils jumeaux de Juda et Tamar. Leur fils Aram devient l'ancêtre des Péretsites.